# 広幡町 (岡崎市)
広幡町（ひろはたちょう）は愛知県岡崎市の町名。丁番を持たない単独町名であり、小字は設置されていない。

## 地理
岡崎市の西部に位置する。

### 河川
- 伊賀川

### 番地
| - 1 - 2 - 3 - 4 - 5 - 6 | - 7 - 8 - 10 - 11 - 12 |

## 世帯数と人口
2019年（令和元年）5月1日現在の世帯数と人口は以下の通りである。
| 町丁   | 世帯数  | 人口  |
| ------ | ------- | ----- |
| 広幡町 | 249世帯 | 545人 |

### 人口の変遷
国勢調査による人口の推移
| 1995年（平成7年）  | 509人 | [ 6 ]  |  |
| 2000年（平成12年） | 471人 | [ 7 ]  |  |
| 2005年（平成17年） | 482人 | [ 8 ]  |  |
| 2010年（平成22年） | 525人 | [ 9 ]  |  |
| 2015年（平成27年） | 528人 | [ 10 ] |  |

## 小・中学校の学区
市立小・中学校に通う場合、学区は以下の通りとなる。
| 番・番地等 | 小学校             | 中学校             |
| ---------- | ------------------ | ------------------ |
| 全域       | 岡崎市立広幡小学校 | 岡崎市立城北中学校 |

## 歴史
額田郡日名村の一部を前身とする。

### 沿革
- 1976年（昭和51年）3月25日 - 岡崎都市計画　中部土地区画整理事業　第1工区により、元能見町、伊賀町の各一部を分離し、広幡町を設置[1]。

## 交通
- 国道248号

## 施設
- 岡崎市立広幡小学校
- 岡崎市立広幡こども園
- 広幡学区市民ホーム
- 広幡公園
- パナソニックホームズ 愛知東支社
- CoCo壱番屋 北岡崎店
- 日本共産党西三河地区委員会
- サイクルベースあさひ 北岡崎店

## ギャラリー
- 岡崎市立広幡小学校
- 日本共産党西三河地区委員会
- 広幡公園
- 広幡学区市民ホーム

## その他

### 日本郵便
- 郵便番号 : 444-0066[4]（集配局：岡崎郵便局[12]）。

## 参考資料
- 「角川日本地名大辞典」編纂委員会 編『角川日本地名大辞典 23 愛知県』角川書店、1989年3月8日。ISBN 4-04-001230-5。
- 有限会社平凡社地方資料センター 編『日本歴史地名体系第23巻 愛知県の地名』平凡社、1981年。ISBN 4-582-49023-9。